# Misled
Pistes de The Colour of My Love
The Power of Love Think Twice
Misled est une chanson de Céline Dion qui se retrouve sur son album The Colour of My Love. Il sera lancé comme deuxième extrait partout dans le monde le 4 avril 1994.
Le vidéoclip, montrant Céline très sexy, a été dirigé par Randee St-Nicholas en décembre 1993 et sera lancé en mars 1994. Il sera inclus sur le DVD All The Way: A Decade of Song & Video.
La chanson rencontre un succès commercial au Canada et aux États-Unis. Aux États-Unis, la chanson débute en 65e position et sera neuf semaines plus tard en 23e position, passant 19 semaines au palmarès. Par contre, dans le reste du monde, son succès sera limité et est loin de rencontrer le succès du 1er single de l'album (The Power of Love). Au Royaume-Uni, la chanson débute en 46e position en juin 1994 et sera la semaine suivante en 40e position et sort des palmarès 2 semaines après. Il ré-entre en décembre 1995 en 15e position à la suite du succès de Think Twice et en tout reste pendant 20 semaines dans les charts. En Australie, la chanson débute en 99e position et sort des palmarès la semaine suivante. Il ré-entre 2 semaines plus tard pour finalement atteindre la 55e position. Au Canada, la chanson atteint la 4e position. La chanson sera au top 40 en Nouvelle-Zélande.

## Charts mondiaux
| Pays                         | Meilleure Position |
| ---------------------------- | ------------------ |
| Allemagne                    | 83                 |
| Australie                    | 55                 |
| Canada                       | 4                  |
| Nouvelle-Zélande             | 31                 |
| Royaume-Uni                  | 15                 |
| États-Unis Billboard Hot 100 | 23                 |